# Pepper Adams
Park "Pepper" Adams III (Highland Park, de Míchigan, 8 de octubre de 1930-Nueva York, 10 de septiembre de 1986) fue un músico estadounidense de jazz, saxofonista barítono. 

## Historial
Nacido en plena crisis económica, su familia llevó una vida errante, hasta 1943, cuando se instalaron en Rochester, donde entró con contacto con el jazz. A raíz de ello, estudió piano y clarinete, tocando más tarde el saxo tenor. A los 16 años, trasladado a Detroit, comienza a tocar el saxo barítono, debido a la admiración que, desde años antes, profesaba a Harry Carney. Entre esa época y su servicio militar (que hizo parcialmente en Corea, y tras esta hasta 1955, tocó con un gran número de músicos de la zona: Lucky Thompson, Tommy Flanagan, Kenny Burrell, Donald Byrd, Paul Chambers, Elvin Jones...
Trasladado a Nueva York en 1956, tocará con Maynard Ferguson y Chet Baker, antes de entrar en la big band de Stan Kenton durante unos meses. Se traslada a California, para tocar con músicos de la Costa Oeste, como Shorty Rogers, Howard Rumsey o Lennie Niehaus, aunque su estancia será breve y lo encontramos nuevamente en Nueva York, tocando con Benny Goodman (1958-1959). Hasta 1962 trabajará con un quinteto formado junto a Donald Byrd, Bobby Timmons y Elvin Jones, entre otros; desde ese año, hasta 1966, estará en la banda de Charles Mingus, aunque simultanea esta formación con apariciones esporádicas con Lionel Hampton y con el quinteto de Thad Jones y Ron Carter. Cuando Jones forma la big band con Mel Lewis, Adams se integrará en esta como barítono, hasta 1977.
Después, y hasta su muerte, trabajará básicamente como músico de sesión y con diversas secciones rítmicas, sobre todo en Europa, hasta el punto que "es más fácil hacer el listado de los músicos con los que no ha tocado".

## Discografía

### Como líder o colíder
- Baritones and French Horns (Prestige, 1957) con the Prestige All Stars
- Pepper Adams Quintet (Mode, 1957)
- Critics' Choice (Pacific Jazz, 1957)
- The Cool Sound of Pepper Adams (Regent/Savoy, 1957)
- The Pepper-Knepper Quintet (MetroJazz, 1958)
- 10 to 4 at the 5 Spot (Riverside, 1958)
- Motor City Scene - con Donald Byrd (Bethlehem, 1960)
- Out of This World - con Donald Byrd (Warwick, 1961)
- Pepper Adams Plays the Compositions of Charlie Mingus (Workshop Jazz, 1963)
- Mean What You Say - con Thad Jones (Milestone, 1966)
- Encounter! (Prestige, 1968)
- Ephemera (Spotlite, 1973)
- Julian (Enja, 1975)
- Twelfth & Pingree (Enja, 1975)
- Reflectory (Muse, 1978)
- Be-Bop? (Musica, 1989) con Barry Altschul
- The Master... (Muse, 1980)
- Urban Dreams (Palo Alto, 1981), con Jimmy Rowles
- Conjuration: Fat Tuesday's Session (Reservoir, 1983), live con Kenny Wheeler
- The Adams Effect (Uptown, 1989, póstumo)

### Como acompañante
Con Mose Allison
- Hello There, Universe (Atlantic, 1970)

Con Gene Ammons
- The Big Sound (Prestige, 1958)
- Groove Blues (Prestige, 1958)
- Blue Gene (Prestige, 1958)

Con Barry Altschul
- Be-bop? (1979)

Con Chet Baker
- Theme Music from "The James Dean Story" (World Pacific, 1956) - with Bud Shank
- Chet (Riverside, 1959)
- Chet Baker Plays the Best of Lerner and Loewe (Riverside, 1959)

Con Ray Bryant
- MCMLXX (Atlantic, 1970) - guest on 1 track

Con Donald Byrd
- Byrd in Hand (Blue Note, 1959)
- Off to the Races (Blue Note, 1959)
- At the Half Note Cafe (Blue Note, 1960)
- Chant (Blue Note, 1961)
- Royal Flush (Blue Note, 1961)
- The Cat Walk (Blue Note, 1961)
- The Creeper (Blue Note, 1967)
- Electric Byrd (Blue Note, 1970)

Con Hank Crawford
- Double Cross (Atlantic, 1968)
- Mr. Blues Plays Lady Soul (Atlantic, 1969)
- Help Me Make it Through the Night (Kudu, 1972)

Con Richard Davis
- Muses for Richard Davis (MPS, 1969)

Con Maynard Ferguson
- Ridin' High (Enterprise, 1967)

Con Curtis Fuller
- Four on the Outside (Timeless, 1978)

Con Red Garland
- Red's Good Groove (Jazzland, 1962)

Con Johnny Hammond
- Wild Horses Rock Steady (Kudu, 1971)
- The Prophet

Con Barry Harris
- Luminescence! (Prestige, 1967)
- Bull's Eye! (Prestige, 1968)

Con Elvin Jones
- Poly-Currents (Blue Note, 1969)
- Merry-Go-Round (Blue Note, 1971)

Con Philly Joe Jones
- Showcase (Riverside, 1959)

Con The Thad Jones/ Mel Lewis Orchestra
- Opening Night (1966)
- Presenting Thad Jones / Mel Lewis and the Jazz Orchestra (1966)
- Presenting Joe Williams and Thad Jones / Mel Lewis, The Jazz Orchestra (1966)
- Live at the Village Vanguard (1967)
- The Big Band Sound of Thad Jones / Mel Lewis Featuring Miss Ruth Brown (1968)
- Monday Night (1968)
- Basle, 1969 (1969)
- Consummation (1970)
- Suite for Pops (1972)
- Live in Tokyo (1974)
- Potpourri (1974)
- Thad Jones / Mel Lewis and Manuel De Sica (1974)
- New Life (1976)
- Thad Jones / Mel Lewis Orchestra With Rhoda Scott (1976)
- Live in Munich (1976)
- It Only Happens Every Time (1977)

Con Stan Kenton
- Kenton with Voices (Capitol, 1957)

Con Herbie Mann
- Our Mann Flute (Atlantic, 1966)

Con Arif Mardin
- Journey (Atlantic, 1974)

Con Howard McGhee
- Dusty Blue (Bethlehem, 1960)

Con Helen Merrill
- Chasin' the Bird (EmArcy, 1979)

Con Charles Mingus
- Blues & Roots (Atlantic, 1959)
- The Complete Town Hall Concert (Blue Note, 1962 [1994])

Con Blue Mitchell
- A Sure Thing (Blue Note, 1962)
- Boss Horn (Blue Note, 1966)
- Heads Up! (Blue Note, 1967)

Con Hank Mobley
- Poppin' (Blue Note, 1957)

Con Thelonious Monk
- The Thelonious Monk Orchestra at Town Hall (Riverside, 1959)

Con Lee Morgan
- The Cooker (Blue Note, 1957)
- Standards (Blue Note, 1967)

Con Oliver Nelson
- More Blues and the Abstract Truth (Impulse!, 1964)

Con Duke Pearson
- Honeybuns (Atlantic, 1965)
- Introducing Duke Pearson's Big Band (1967)
- Now Hear This (1968)

Con Houston Person
- Blue Odyssey (Prestige, 1968)

Con Pony Poindexter
- Pony's Express (Epic, 1962)

Con Shorty Rogers
- Shorty Rogers Plays Richard Rodgers (RCA Victor, 1957)
- Portrait of Shorty (RCA Victor, 1957)

Con A. K. Salim
- Pretty for the People (Savoy, 1957)

Con Lalo Schifrin
- Black Widow (CTI, 1976)

Con Ben Sidran
- Too Hot to Touch (Windham Hill Records, 1988)

Con Idrees Sulieman
- Roots (New Jazz, 1957) with the Prestige All Stars

Con Toots Thielmans
- Man Bites Harmonica! (Riverside, 1957)

Con Mickey Tucker
- Mister Mysterious (Muse, 1978)

Con Peter Leitch
- Exhilaration (Reservoir, 1991)

Con Jimmy Witherspoon
- Blues for Easy Livers (Prestige, 1965)

Con Joe Zawinul
- Money in the Pocket (Atlantic, 1967)